# Navă spațială

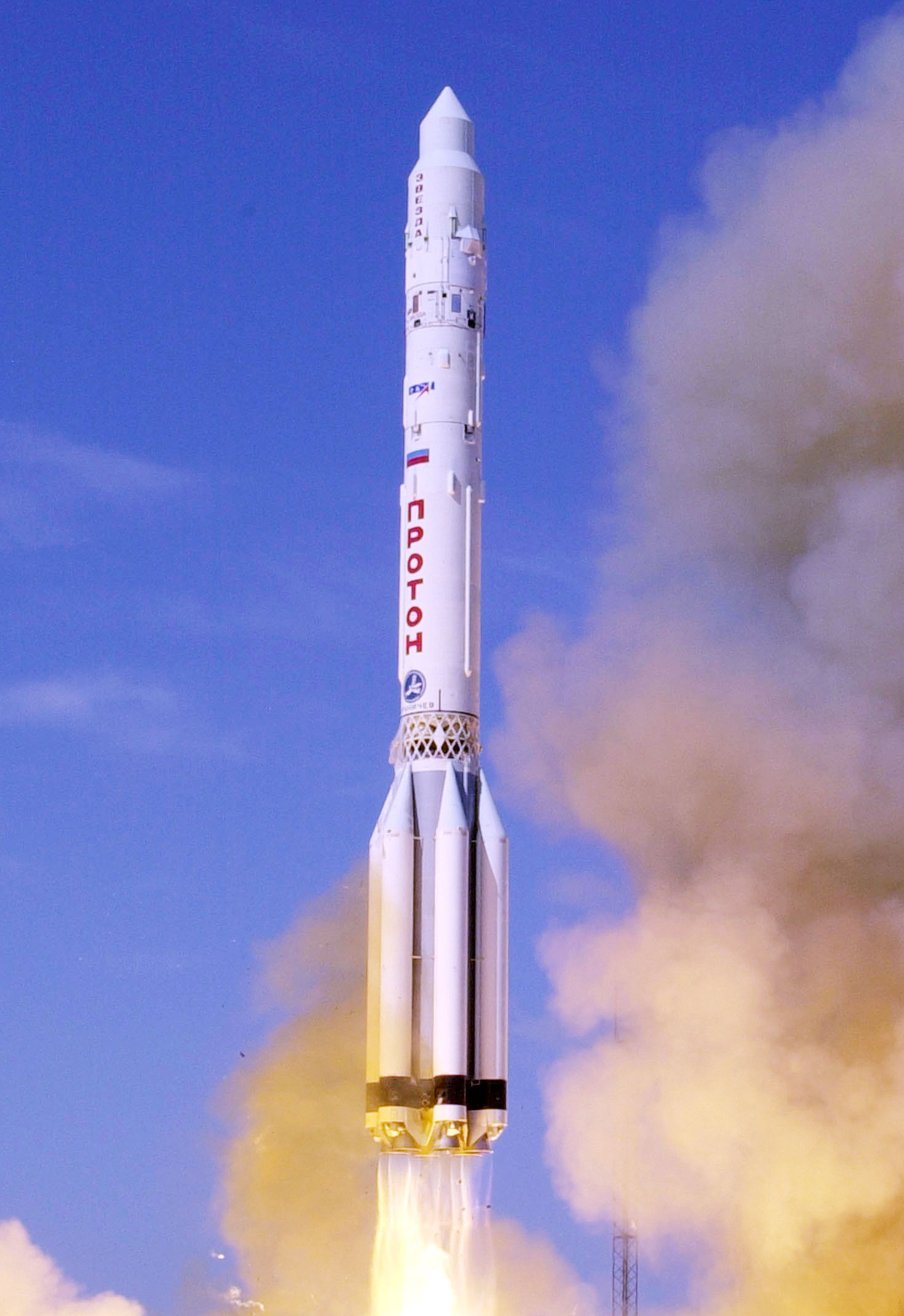
Lansarea rachetei Proton pentru a transporta o navă spaţială pe orbită

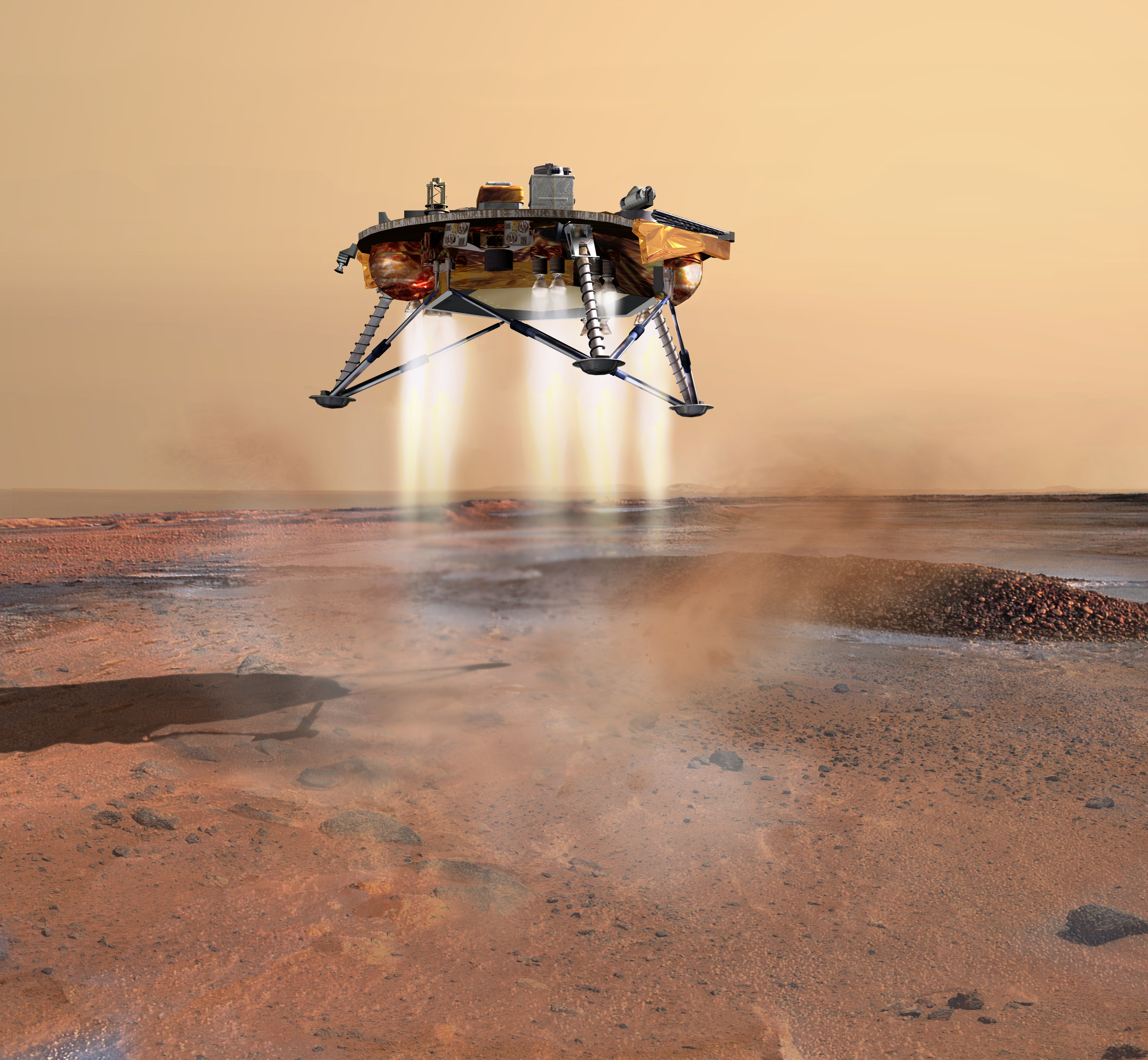
Realizare artistică a navei spaţiale Phoenix coborând pe Marte.

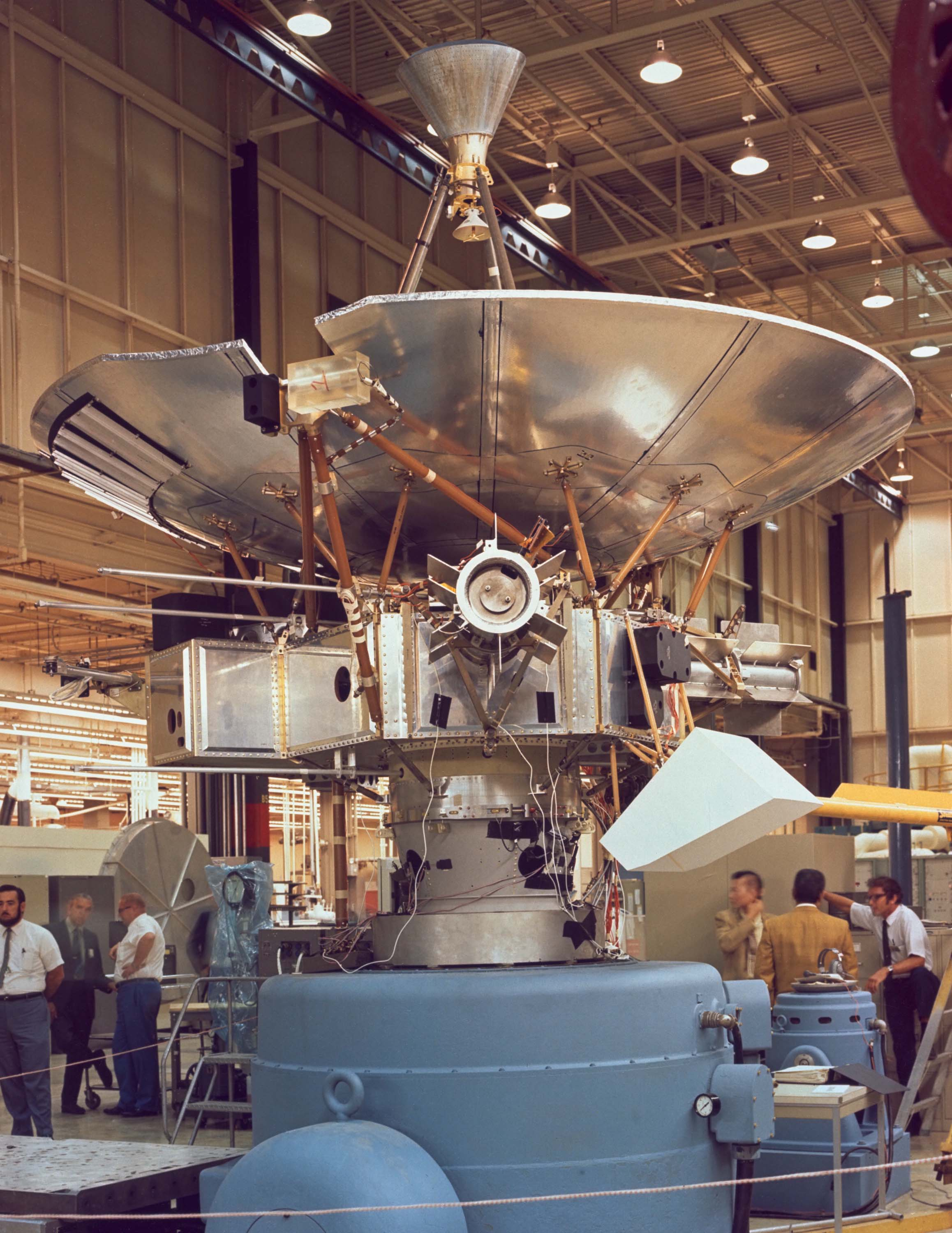
Pioneer 10

O navă spațială este o navă, o sondă, un vehicul sau o mașinărie proiectată pentru zboruri spațiale. Navele spațiale sunt folosite pentru o varietate de scopuri, cum ar fi comunicațiile, observarea pământului, meteorologia, navigația, colonizarea spațiului, explorarea planetară și transportul oamenilor și al mărfurilor. Toate navele spațiale, cu excepția vehiculelor cu o singură treaptă spre orbită, nu pot ajunge singuri în spațiu și necesită un vehicul de lansare (rachetă purtătoare). 
Oamenii au realizat zborul în spațiu, dar doar câteva națiuni au tehnologia de lansare orbitală: Rusia (ASR sau "Roscosmos"), Statele Unite ale Americii (NASA), statele membre ale Agenției Spațiale Europene (AES), Japonia (JAXA), China (CNSA), India (ISRO), Taiwan (Institutul Național de Știință și Tehnologie Chung-Shan, Organizația Spațială Națională din Taiwan (NSPO), Israel (ISA), Iran (ISA) și Coreea de Nord (NADA).

## Definiții
Nava spațială sub-orbitală este o navă spațială capabilă să zboare în spațiu și să se reîntoarcă pe Pământ. Pentru un zbor spațial orbital o navă spațială trece pe o orbită închisă în jurul corpului planetar. Navele spațiale utilizate pentru zbor spațial uman transportă oameni la bord, care pot fi membri ai echipajelor sau pasageri (turiști).
Navele spațiale utilizate pentru misiuni spațiale robotizate operează fie cu roboți autonomi, fie cu roboți teleghidați. Navele spațiale robotizate pot lansa în imediata apropiere a unui corp planetar sonde spațiale de cercetare. Navele spațiale robotizate care rămân pe orbită în jurul unui corp ceresc se definesc ca fiind sateliți artificiali ai respectivului corp. Navele spațiale pot transporta astronauți în spațiul cosmic pentru a ajuta la repararea de sateliți deteriorați sau nefuncționali.

## Istorie
Primul satelit care s-a aflat pe o orbită în jurul Pământului a fost Sputnik 1, care a fost lansat 4 octombrie 1957 și a rămas pe orbită timp de câteva luni. În timp ce Sputnik 1 a fost prima navă care a orbitat în jurul Pământului, alte obiecte produse de om au ajuns anterior la o altitudine de 100 km, care este înălțimea minimă definită de Federația Internațională de Aeronautică la care are loc un zbor spațial. Această altitudine se numește linia Kármán. Astfel, în anii 1940 au avut loc mai multe lansări de rachete V-2, dintre care unele au depășit altitudinea de 100 km.

## Zborul interstelar
Navele spațiale terestre construite pentru călătorii interstelare sunt doar un concept teoretic. Există doar câteva sonde ale căror traiectorii se pot categorisi ca interstelare, însă scopul lansării acestora a fost cercetarea unor obiecte cosmice din Sistemul Solar:
- Pioneer 10 (1972)
- Pioneer 11 (1973)
- Voyager 1 (1977)
- Voyager 2 (1977)
- New Horizons (2006)

## Vezi și

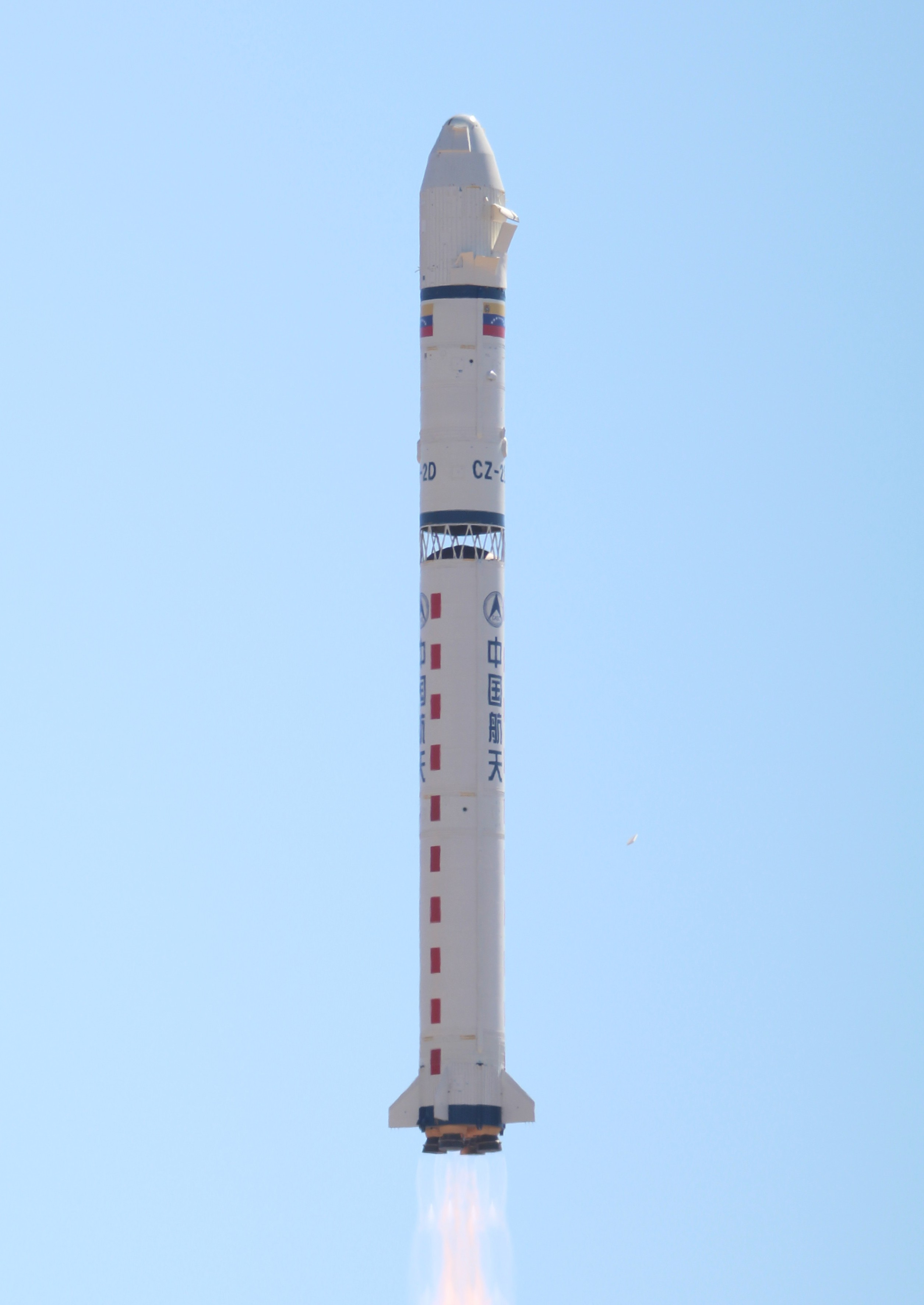